# Lile stolifera
Lile stolifera és una espècie de peix pertanyent a la família dels clupeids.

## Descripció
- Pot arribar a fer 13 cm de llargària màxima (normalment, en fa 10).
- 13-21 radis tous a l'aleta dorsal i 12-23 a l'anal.
- Cos moderadament esvelt.[6][7]

## Alimentació
Menja plàncton (sobretot, crustacis petits i larves de peixos).

## Hàbitat
És un peix marí, pelàgic-nerític i de clima tropical (33°N-5°S, 116°W-77°W) que viu entre 0-50 m de fondària.

## Distribució geogràfica
Es troba al Pacífic oriental: des del golf de Califòrnia fins al golf de Guayaquil.

## Ús comercial
És emprat per a elaborar oli i farina de peix.

## Observacions
És inofensiu per als humans.